# Ad-Dur
Koordinaten: 25° 35′ 54″ N, 55° 50′ 30″ O
Ad-Dur (arabisch الدور, DMG ad-Dūr) ist eine archäologische Ausgrabungsstätte in den Vereinigten Arabischen Emiraten.
Erste Untersuchungen fanden hier 1973 von einem irakischen Team statt. Seit 1986 gräbt hier ein französisches Team unter der Leitung von J.-F. Salles.
Bei ad-Dur handelt es sich um die größte archäologische Stätte der parthischen und sassanidischen Zeit in der südlichen Region des persischen Golfs.
Es wurden Häuser und Gräber des ersten nachchristlichen Jahrhunderts gefunden, daneben wurde ein Tempel und eine 25 m mal 30 m große Festung ausgegraben. Zahlreiche römische Importfunde (zum Beispiel Glas) belegen einen lebhaften Handel.
Bei ad-Dur mag es sich um den Sitz eines arabischen Fürstentums handeln. Es fanden sich Münzen, die vielleicht sogar hier geprägt worden sind und von den lokalen Königen Abyata und Haritat stammen. Der Ort wurde bis in das vierte nachchristliche Jahrhundert bewohnt, verlor aber schon im dritten Jahrhundert an Bedeutung.
Fundstücke werden unter anderem im Al Ain National Museum ausgestellt.